# Dracontides
Dracontides (en llatí Dracontides, en grec antic Δρακοντίδης) fou un dels Trenta Tirans d'Atenes, un govern oligàrquic pro-espartà compost de trenta magistrats anomenats tirans, que succeí a la democràcia atenenca al final de la Guerra del Peloponès l'any 404 aC, segons diu Xenofont.
És amb tota probabilitat el Dracontides que menciona Lísies, del que diu que va ser qui va elaborat el decret pel que van pujar al poder els Trenta. Aquesta notícia la confirma Aristòtil a la Constitució d'Atenes. Probablement també és el Dracontides que menciona Aristòfanes a Les vespes, que el presenta com un personatge condemnat freqüentment per les corts de justícia atenenques.